# Igreja de Sanxevilde Sioni

Igreja de Sanxevilde Sioni

A igreja de Sanxevilde Sioni (em georgiano:  სამშვილდის სიონი) é uma catedral cristã medieval em ruínas e uma das principais características arquitetônicas do local histórico de Sanxevilde na região da Baixa Ibéria, na Geórgia. Como um domo centralizado com santuário, abside e pastofório, a igreja foi construída entre 759 e 777. Atualmente, está em ruínas e restam apenas fragmentos da parede oriental. Está inscrita na lista de monumentos culturais de importância nacional da Geórgia.

## História
A igreja faz parte do local histórico de Sanxevilde, que se concentra em um local naturalmente fortificado, um terreno rochoso na confluência dos rios Querami e Chivechavi, quatro quilômetros ao sul da cidade de Tetritscaro. Seguindo uma tradição georgiana medieval de nomear igrejas de acordo com lugares específicos da Terra Santa, a catedral recebeu o nome de Monte Sião em Jerusalém.
Os fragmentos existentes da igreja Sioni datam do período 759-777, como sugerido por uma inscrição na escrita de asomtavruli, da fachada oriental mais bem preservada, que contém referências aos imperadores bizantinos contemporâneos Constantino V e Leão IV, o Cazar.

## Arquitetura

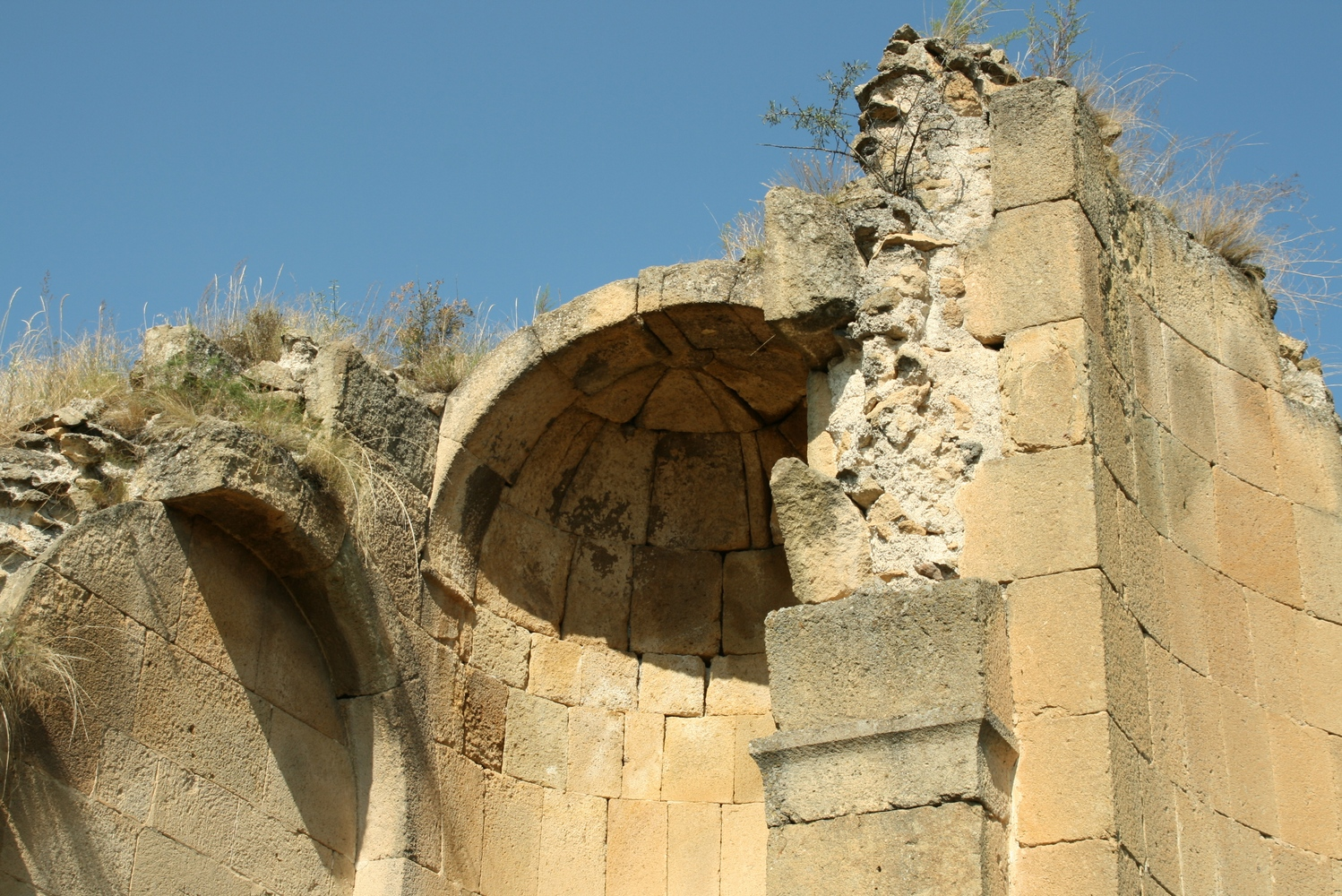
Ruínas da igreja

A igreja é construída com blocos de arenito amarelo cuidadosamente esculpidos e mede externamente 24 × 24 metros. É um edifício de três naves com uma cúpula localizada no centro, com uma planta retangular. A igreja de Sanxevilde marcou semelhanças com a igreja de Tsromi na Ibéria Interior em seu plano e concepção, mas aqui, ao contrário de Tsromi, duas longas galerias ambulatórias percorriam o sul e o norte, terminando em capelas separadas (euctério) a leste.
Além da inscrição do século VIII, há outra inscrição georgiana, muito danificada, quase ilegível na fachada sul e, ao lado, um fragmento armênio que identifica Jorge III de Lorri (r. 1069–1072).